# Josef Wintergerst

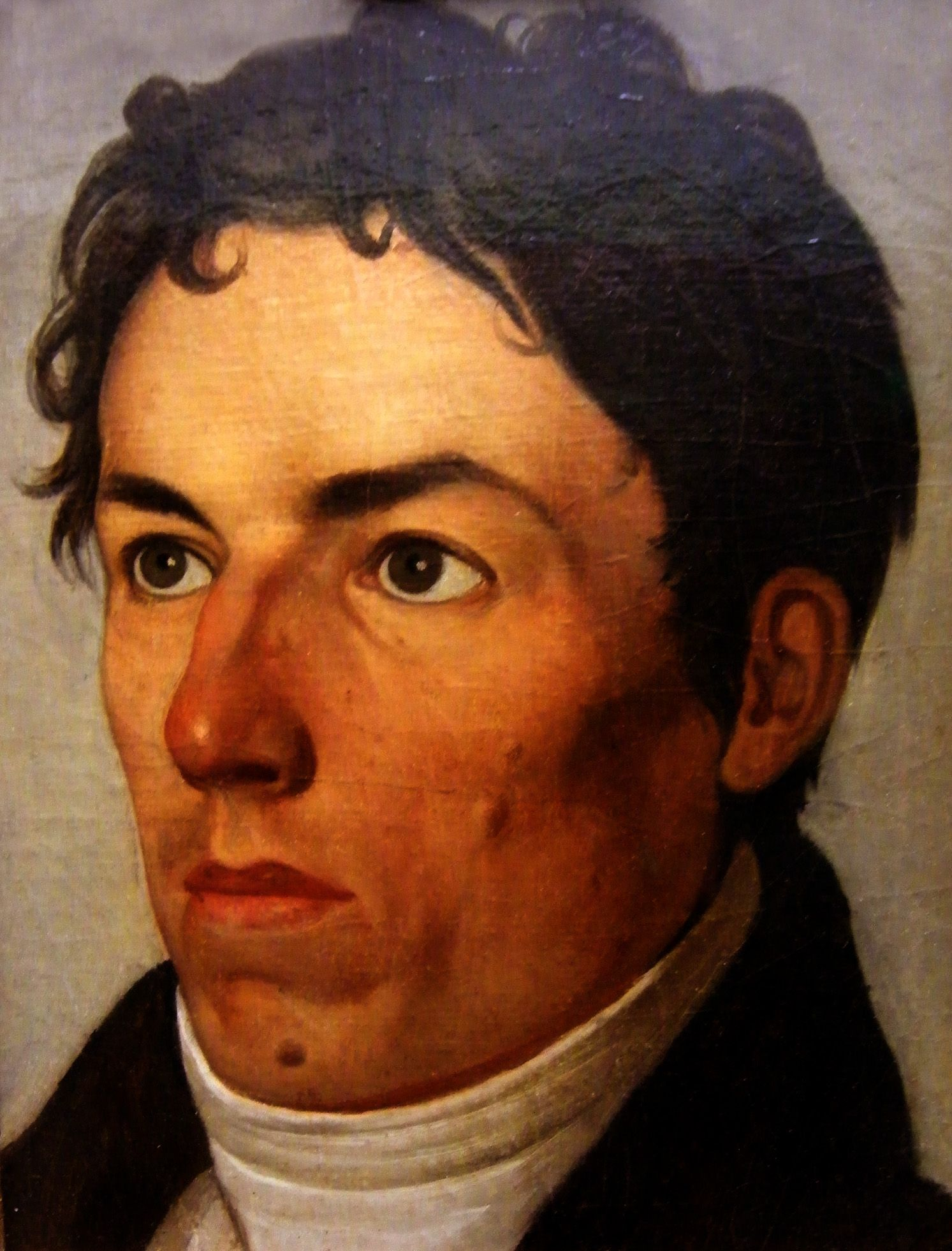
Friedrich Overbeck: Porträt Josef Wintergerst, um 1813, Kunsthalle Hamburg

Josef Wintergerst, auch Joseph Wintergerst (* 3. Oktober 1783 in Wallerstein; † 25. Januar 1867 in Düsseldorf), war ein deutscher Maler der Romantik, der als Mitglied des Lukas-Bundes zum engsten Kreis der Nazarener in Rom gehörte.

## Leben

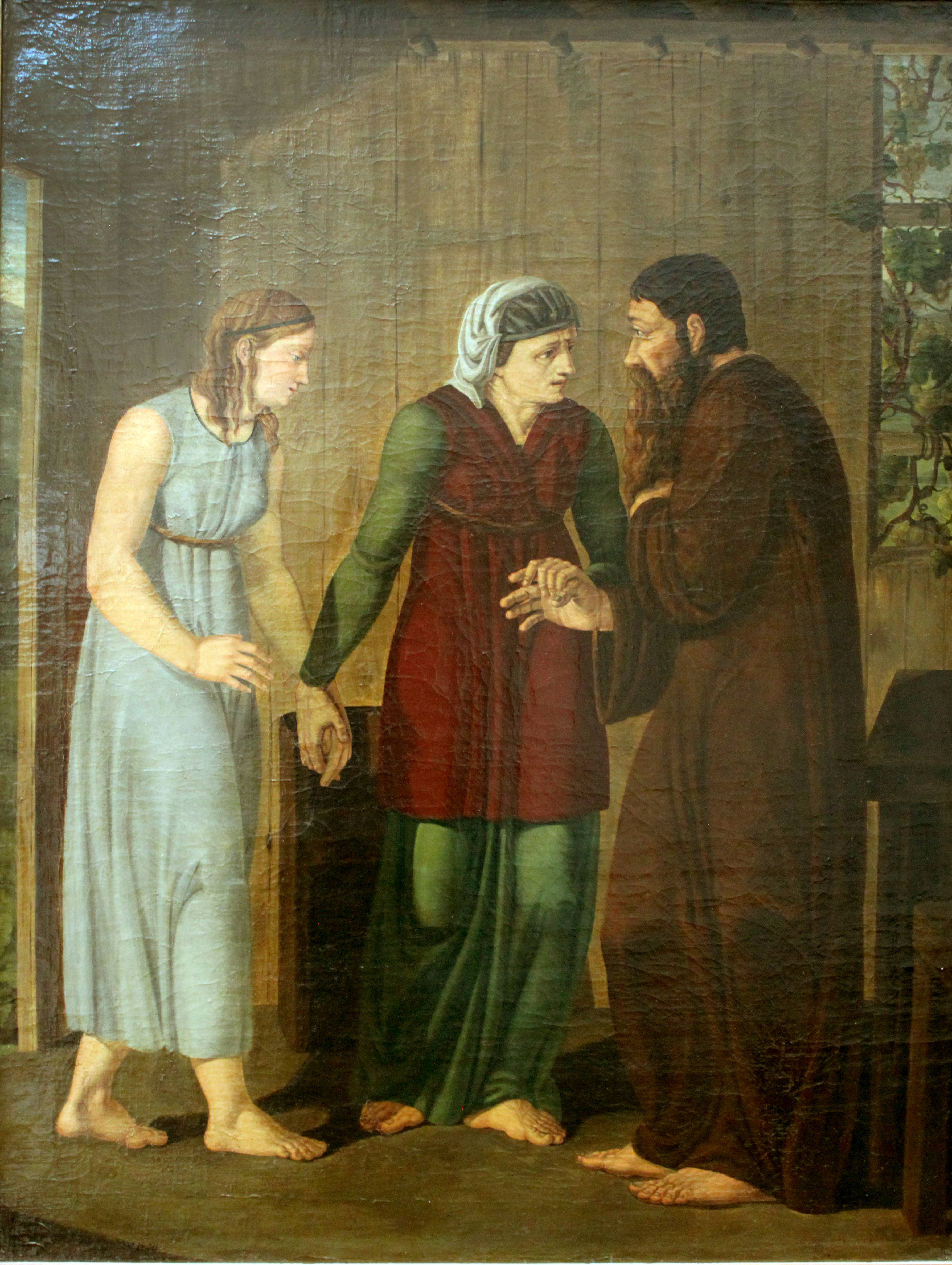
Zuführung der Hagar, 1809, Alte Nationalgalerie, Berlin

Josef Wintergerst war ein Sohn des Malers Anton Wintergerst (1737–1805) und dessen zweiter Ehefrau Maria Barbara Bux († 1833), Tochter des Fayencefabrikanten Johann Baptist Bux († 1800) in Schrezheim. Er erhielt seine Ausbildung ab 1804 an der Akademie der Bildenden Künste in München und anschließend an der Akademie der bildenden Künste in Wien. Dort gehörte er als Mitbegründer des Lukasbundes bereits im Jahr 1809 zum Kreis um Friedrich Overbeck und Franz Pforr und ging mit diesen 1811 nach Rom, wo er Mitglied der Künstlergemeinschaft im Kloster Sant’Isidoro wurde. Wintergerst konnte seine Freunde 1809 nicht nach Rom begleiten, da ihm die finanziellen Mittel fehlten. 1811 ermöglichte ihm Overbeck die Reise  nach Rom.
Nach dem Tode seines engen Freundes Pforr (Juni 1812), den er bis zum Tode pflegte, verließ er Rom im Februar 1813 wegen finanzieller Zwänge gemeinsam mit Christian Xeller und wurde zunächst Zeichenlehrer an der Kantonsschule in Aarau, ab 1815 Zeichenlehrer am Gymnasium in Ellwangen. 1822 verschaffte ihm sein Freund und amtierender Direktor der Akademie, Peter Cornelius, eine Stelle als Elementarzeichenlehrer an der Düsseldorfer Akademie, wo er 1824 – als Nachfolger von Lambert Cornelius – auch Inspektor wurde und neben diesem Beruf fortan auch am Königlichen Gymnasium Zeichenunterricht gab.
Friedrich Overbeck hatte Wintergerst und dessen Talent in einem Brief 1809 an August Kestner hochgelobt und ihn als „einen deutschen Michel Angelo“ eingestuft, „wenn ihm das Glück günstig ist.“ Lebensschicksalhaft erschloss sich Wintergerst diese künstlerische Entwicklung nicht, und sein Gönner Cornelius urteilte 1821 über ihn: „…ein Mann, dem das Streben nach höherer Kunst nicht gelungen ist….“ Besonders kritisiert wurde die fehlende räumliche Tiefe und anatomische Unkorrektheiten seiner Bilder, allerdings wollte er, dass seine Bilder subjektiv-emotional verstanden werden.
Eine Schwester Wintergersts, Maria Barbara Wintergerst, war seine Schülerin und unterrichtete später ebenfalls als Zeichenlehrerin.

## Werke (Auswahl)

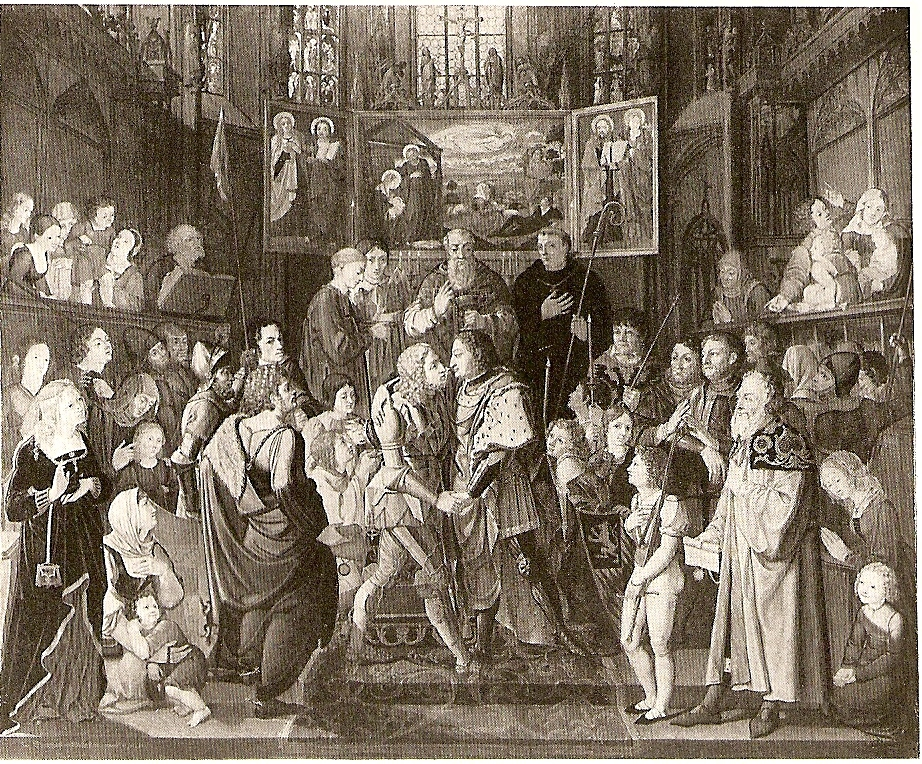
Versöhnung Ludwigs des Bayern mit Friedrich dem Schönen, 1816

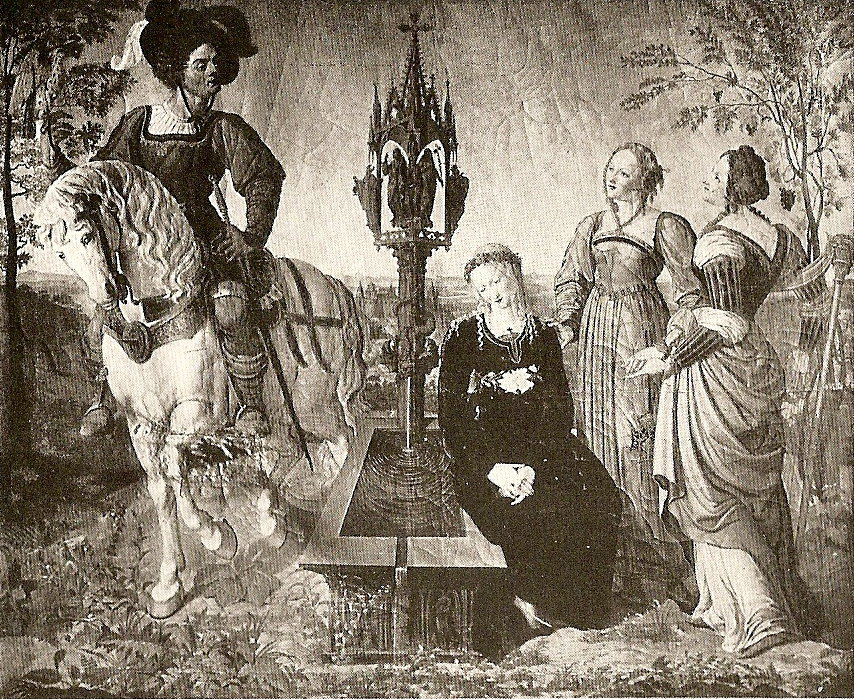
Scheiden der Ritterzeit, 1818

- Knabenbildnis, Staatsgalerie Stuttgart
- Zuführung der Hagar, 1809, Alte Nationalgalerie, Berlin
- Versöhnung Ludwigs des Bayern mit Friedrich dem Schönen, 1816, Museum Behnhaus, Lübeck
- Scheiden der Ritterzeit, 1818
- Deckenfresken in der St.-Antonius-Kapelle in Ellwangen-Schrezheim, zusammen mit Maria Barbara Wintergerst, 1821
- Die Vermählung Eberhards des Rauschebartes, 1822, heute verschollen
- Der Graf von Habsburg, um 1822, Kurpfälzisches Museum der Stadt Heidelberg